# Australische Cricket-Nationalmannschaft gegen Pakistan in der Saison 2018/19
Die Tour der australischen Cricket-Nationalmannschaft gegen Pakistan in der Saison 2018/19 fand vom 7. bis zum 28. Oktober 2018 und vom 22. bis 31. März 2019 in den Vereinigten Arabischen Emiraten statt. Die internationale Cricket-Tour ist Bestandteil der Internationalen Cricket-Saison 2018/19 und umfasst zwei Tests und drei Twenty20s im ersten Abschnitt und fünf One-Day Internationals im zweiten. Pakistan gewann die Test-Serie 1–0 und die Twenty20-Serie 3–0. Australien gewann die ODI-Serie 5–0.

## Erster Abschnitt im Oktober 2018

### Vorgeschichte
Für beide Mannschaften war es die erste Tour der Saison. Das letzte Aufeinandertreffen der beiden Mannschaften fand in der Saison 2016/17 in Australien statt.
Ursprünglich hatte der pakistanische Verband gehofft, Teile der Tour in  Pakistan auszutragen, jedoch lehnte der australische Verband dieses aus Sicherheitsgründen ab. Auch erwog der pakistanische Verband, seine Touren zukünftig in Malaysia auszutragen, einigte sich jedoch am 26. Juni 2018 auf eine Fortsetzung der Austragung in den Vereinigten Arabischen Emiraten.

### Stadien
Die folgenden Stadien wurden für die Tour als Austragungsort vorgesehen.
| Stadion                             | Stadt     | Kapazität | Spiele               |
| ----------------------------------- | --------- | --------- | -------------------- |
| Sheikh Zayed Cricket Stadium        | Abu Dhabi | 20.000    | 2. Test; 1. ODI      |
| Dubai International Cricket Stadium | Dubai     | 25.000    | 1. Test; 2. & 3. ODI |

### Kaderlisten
Australien benannte seinen Test-Kader am 11. September und seinen Twenty20-Kader am 5. Oktober 2018.
Pakistan benannte seinen Test-Kader am 1. Oktober und seinen Twenty20-Kader am 18. Oktober 2018.
| Test | Test | Twenty20 | Twenty20 |
| Pakistan | Australien | Pakistan | Australien |
| --- | --- | --- | --- |
| - Sarfraz Ahmed (K, wk) - Mohammad Abbas - Azhar Ali - Hasan Ali - Faheem Ashraf - Bilal Asif - Babar Azam - Mohammad Hafeez - Mir Hamza - Shadab Khan - Wahab Riaz - Mohammad Rizwan - Usman Salahuddin - Asad Shafiq - Yasir Shah - Haris Sohail - Imam-ul-Haq - Fakhar Zaman | - Tim Paine (K, wk) - Mitchell Marsh (VK) - Ashton Agar - Brendan Doggett - Aaron Finch - Travis Head - Jon Holland - Usman Khawaja - Marnus Labuschagne - Nathan Lyon - Shaun Marsh - Michael Neser - Matt Renshaw - Peter Siddle - Mitchell Starc | - Sarfraz Ahmed (K, wk) - Shaheen Afridi - Asif Ali - Hasan Ali - Faheem Ashraf - Babar Azam - Sahibzada Farhan - Mohammad Hafeez - Shadab Khan - Usman Khan - Shoaib Malik - Waqas Maqsood - Hussain Talat - Imad Wasim - Fakhar Zaman | - Aaron Finch (K) - Mitchell Marsh (VK) - Alex Carey (VK, wk) - Ashton Agar - Nathan Coulter-Nile - Chris Lynn - Nathan Lyon - Glenn Maxwell - Ben McDermott - D’Arcy Short - Peter Siddle - Billy Stanlake - Mitchell Starc - Andrew Tye - Adam Zampa |

### Tour Match
| 29. September – 2. Oktober Scorecard | Dubai (ICC) | Pakistan A 278 (99.1) & 261-7 (85) | – | Australians 494-4d (170) |
|                                      |             | Remis                              |   |                          |

#### Twenty20 gegen die Vereinigten Arabischen Emirate
Am 18. Oktober wurde bekanntgegeben, dass ein Twenty20 gegen die Vereinigten Arabischen Emirate ausgetragen wird und dieses offiziellen Status erhält.

##### Kaderlisten
Die Mannschaften benannten die folgenden Kader.
| Twenty20 | Twenty20 |
| Australien | Ver. Arab. Emirate |
| --- | --- |
| - Aaron Finch (K) - Mitchell Marsh (VK) - Alex Carey (VK, wk) - Ashton Agar - Nathan Coulter-Nile - Chris Lynn - Nathan Lyon - Glenn Maxwell - Ben McDermott - D’Arcy Short - Peter Siddle - Billy Stanlake - Mitchell Starc - Andrew Tye - Adam Zampa | - Rohan Mustafa (K) - Ashfaq Ahmed - Qadeer Ahmed - Shaiman Anwar - Amjad Gul - Imran Haider - Amir Hayat - Zahoor Khan - Mohammad Naveed - Fahad Nawaz - Ahmed Raza - Ghulam Shabber (wk) - Rameez Shahzad - Tahir Sultan - Chirag Suri |

##### Spiel
| 22. Oktober Scorecard | Abu Dhabi | Ver. Arab. Emirate 117-6 (20)    | – | Australien 119-3 (16.1) |
|                       |           | Australien gewinnt mit 7 Wickets |   |                         |

### Tests

#### Erster Test in Dubai
| 7. – 11. Oktober Scorecard | Dubai | Pakistan 482 (164.2) & 181-6d (57.5) | – | Australien 202 (83.3) & 362-8 (139.5) |
|                            |       | Remis                                |   |                                       |

#### Zweiter Test in Abu Dhabi
| 16. – 19. Oktober Scorecard | Abu Dhabi | Pakistan 282 (81) & 400-9d (120) | – | Australien 145 (50.4) & 164 (49.4) |
|                             |           | Pakistan gewinnt mit 373 Runs    |   |                                    |

Am vierten Morgen des Spiels wurde Sarfraz Ahmed vorsorglich ins Krankenhaus aufgenommen, nachdem er den Abend zuvor bei einem Ball vom australischen Bowler Peter Siddle am Kopf getroffen wurde.

### Twenty20 Internationals

#### Erstes Twenty20 in Abu Dhabi
| 24. Oktober Scorecard | Abu Dhabi | Pakistan 155-8 (20)          | – | Australien 89 (16.5) |
|                       |           | Pakistan gewinnt mit 66 Runs |   |                      |

#### Zweites Twenty20 in Dubai
| 26. Oktober Scorecard | Dubai | Pakistan 147-6 (20)          | – | Australien 136-8 (20) |
|                       |       | Pakistan gewinnt mit 11 Runs |   |                       |

#### Drittes Twenty20 in Dubai
| 28. Oktober Scorecard | Dubai | Pakistan 150-5 (20)          | – | Australien 117 (19.1) |
|                       |       | Pakistan gewinnt mit 33 Runs |   |                       |

## Zweiter Abschnitt im März 2019

### Vorgeschichte
Pakistan spielte zuvor eine Tour in Südafrika, Australien eine Tour in Indien.

### Stadien
Die folgenden Stadien wurden als Austragungsort bestimmt und am 10. Februar 2019 bekanntgegeben.
| Stadion                             | Stadt     | Kapazität | Spiele      |
| ----------------------------------- | --------- | --------- | ----------- |
| Sheikh Zayed Cricket Stadium        | Abu Dhabi | 20.000    | 3. ODI      |
| Dubai International Cricket Stadium | Dubai     | 25.000    | 4. & 5. ODI |
| Sharjah Cricket Association Stadium | Sharjah   | 27.000    | 1. & 2. ODI |

### Kaderlisten
Die Kader werden kurz vor der Tour bekanntgegeben.
| ODI | ODI |
| Pakistan | Australien |
| --- | --- |
| - Shoaib Malik (K) - Mohammad Abbas - Umar Akmal - Abid Ali - Saad Ali - Mohammad Amir - Faheem Ashraf - Mohammad Hasnain - Junaid Khan - Shan Masood - Mohammad Rizwan (wk) - Yasir Shah - Usman Shinwari - Haris Sohail - Imam-ul-Haq - Imad Wasim | - Aaron Finch (K) - Alex Carey (VK, wk) - Pat Cummins (VK) - Jason Behrendorff - Nathan Coulter-Nile - Peter Handscomb - Usman Khawaja - Nathan Lyon - Shaun Marsh - Glenn Maxwell - Jhye Richardson - Kane Richardson - Marcus Stoinis - Ashton Turner - Adam Zampa |

### One-Day Internationals

#### Erstes ODI in Sharjah
| 22. März Scorecard | Sharjah | Pakistan 280-5 (50)              | – | Australien 281-2 (49.0) |
|                    |         | Australien gewinnt mit 8 Wickets |   |                         |

#### Zweites ODI in Sharjah
| 24. März Scorecard | Sharjah | Pakistan 284-7 (50)              | – | Australien 285-2 (47.5) |
|                    |         | Australien gewinnt mit 8 Wickets |   |                         |

#### Drittes ODI in Abu Dhabi
| 27. März Scorecard | Abu Dhabi | Australien 266-6 (50)          | – | Pakistan 186 (44.4) |
|                    |           | Australien gewinnt mit 80 Runs |   |                     |

#### Viertes ODI in Dubai
| 29. März Scorecard | Dubai | Australien 277-7 (50)         | – | Pakistan 271-8 (50) |
|                    |       | Australien gewinnt mit 6 Runs |   |                     |

#### Fünftes ODI in Dubai
| 31. März Scorecard | Dubai | Australien 327-7 (50)          | – | Pakistan 307-7 (50) |
|                    |       | Australien gewinnt mit 20 Runs |   |                     |